# Frank Layden

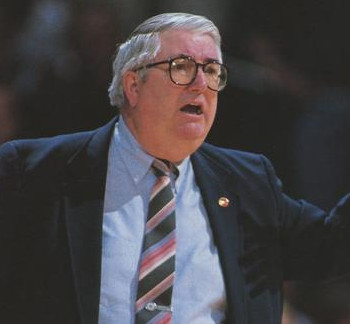
Frank Layden (1988)

Frank Layden (* 5. Januar 1932 in Brooklyn, New York; † 9. Juli 2025 in Salt Lake City) war ein US-amerikanischer Basketballtrainer und General Manager der Utah Jazz.

## Leben
Frank Layden begann seine Trainerlaufbahn 1956 und trainierte unter anderem das Basketball-Collegeteam der Niagara University, für die er als Spieler aktiv war. 1976 folgte er einem Angebot der Atlanta Hawks und wechselte als Assistenztrainer in die NBA. Im Jahre 1979 wurde er General Manager der bis dato erfolglosen New Orleans Jazz, die nach ihrem Umzug nach Salt Lake City zu den Utah Jazz wurden. 1981 ersetzte Layden den erfolglosen Tom Nissalke als Trainer bei den Jazz. In der Doppelfunktion als Trainer und Manager, erreichten die Jazz 1984 erstmals die Play-offs. Für diese Leistung wurde Layden sowohl zum 'Trainer des Jahres' als auch zum 'Manager des Jahres' ausgezeichnet.
Layden legte bei den NBA-Drafts 1984 und 1985 mit den Verpflichtungen von John Stockton und Karl Malone den Grundstein für den erfolgreichen Aufstieg der Mannschaft. Ebenso beförderte Layden 1988 Assistenztrainer Jerry Sloan zu seinem Nachfolger und einen der künftig erfolgreichsten Trainer der NBA-Geschichte. Layden selbst trat von seinen Aufgaben als Trainer zurück und wechselte ins Management der Utah Jazz, wo er weiterhin als Manager und Teampräsident bis 1999 beschäftigt blieb. 
Frank Laydens Sohn Scott Layden war eine Zeitlang Manager der New York Knicks, danach arbeitete er als Assistenztrainer bei den Utah Jazz, 2019 war er General Manager der Minnesota Timberwolves.
Obwohl Layden nie für die Jazz gespielt hat, wurde zu seinen Ehren und für seine Verdienste als Manager und Trainer, die Trikotnummer 1 zurückgezogen. 
Im Jahr 1984 wurde Layden als bis heute einziger NBA-Cheftrainer mit dem J. Walter Kennedy Citizenship Award für soziales Engagement ausgezeichnet.